# Оперантно кондициониране
Оперантното кондициониране (или оперантно обуславяне) е техника на учене, създадена от Бъръс Фредерик Скинър (1938). Противоположен на класическото кондициониране на Павлов, методът на оперантното кондициониране се стреми да се доближи до действителността, оставяйки активното животно свободно да въздейства върху своята среда. Няма предизвикана реакция, а само спонтанни действия, последвани от подкрепление. Например, натискайки лост, котка получава мляко или, натискайки бутон на всеки 19 сек., маймуна избягва електрошок. Благодарение на тази техника се обучават гълъби да откриват корабокрушенци и отломки от плавателни съдове и да съобщават чрез натискане на копче, когато забележат на океанската повърхност червени, оранжеви или жълти предмети (условни цветове на сигналите за бедствие и на спасителните жилетки). Когато откриването бъде потвърдено, пернатите наблюдатели биват възнаграждавани с храна.

## Закон за ефекта на Торндайк
Оперантното кондициониране, понякога наричано инструментално кондициониране или инструментално учене е за първи път широко изучавано от Едуард Торндайк (1874 – 1949), който наблюдавал поведението на котки, които се опитват да избягат от домашно направени кутии лабиринти. Когато ги вкарал за първи път в кутиите на котките им отнемало доста време да избягат. С опита, неефективните отговори започвали да се появяват все по-рядко, а успешните отговори все по-често, карайки котките да бягат за все по-малко време в следващите опити. В своя Закон за ефекта, Торндайк теоретизира, че успешните отговори, тези, които предизвикват „задоволяващи“ последствия, са „запечатани“ от опита по този начин се появяват по-често. Неуспешните отговори, тези предизвикващи „неприятни“ последствия са били „потиснати“ и следващите им появявания са по-редки. Накратко, някои последствия „засилват“ поведението, а други го „отслабват“. Торндайк създава първата известна крива на ученето чрез тази процедура. Бъръс Фредерик Скинър (1904 – 1990) формулира по-детайлен анализ на оперантното кондициониране основаващ се на подкрепление, наказание и затихване. Следвайки идеите на Ернст Мах, Скинър отхвърля посредническите структури на Торндайк, изисквани „удоволствие“ и създава нова концептуализация на поведението без никакви такива връзки. Така докато експериментира с домашно направени механизми за хранене Скинър изобретява камера за оперантно кондициониране, която му позволява да измерва равнището на отговори като ключова зависима променлива използвайки натрупващ се запис на натискания на лоста или ключове.